# So Good (canção de Louisa Johnson)
"So Good'" é uma canção da cantora britânica Louisa Johnson. O seu lançamento ocorreu a 28 de outubro de 2016 através da Syco Music. Dois dias depois, a artista interpretou o tema ao vivo pela primeira vez no programa de televisão The X Factor.

## Faixas e formatos
| Descarga digital |           |         |  |
| N.º              | Título    | Duração |  |
| 1.               | "So Good" | 3:10    |  |

## Desempenho nas tabelas musicais

### Posições
| Tabela musical (2016)            | Melhor posição |
| -------------------------------- | -------------- |
| Escócia - Scottish Singles Chart | 8              |
| Irlanda - Top 100 Singles        | 54             |
| Reino Unido - UK Singles Chart   | 13             |